# Шез (Об)
Шез (фр. Chaise) насеље је и општина у североисточној Француској у региону Шампањ-Арден, у департману Об која припада префектури Бар сир Об.
По подацима из 2011. године у општини је живело 38 становника, а густина насељености је износила 4,31 становника/km². Општина се простире на површини од 8,81 km². Налази се на средњој надморској висини од 165 метара.

## Демографија
| 1962. | 1968. | 1975. | 1982. | 1990. | 1999. | 2011. |
| ----- | ----- | ----- | ----- | ----- | ----- | ----- |
| 39    | 43    | 35    | 32    | 27    | 29    | 38    |

График промене броја становника у току последњих година